# Anthony Zahn
Anthony Zahn (ur. 14 października 1976, zm. 7 sierpnia 2020) – amerykański niepełnosprawny kolarz. Brązowy medalista paraolimpijski z Pekinu w 2008 roku.

## Medale Igrzysk Paraolimpijskich

### 2008
- – Kolarstwo – trial na czas – LC 4